# Museo di archeologia urbana Giuseppe Fiorelli
Il MAU - Museo di archeologia urbana Giuseppe Fiorelli, intitolato al noto archeologo napoletano, si trova all'interno di Palazzo de Nicastri-Cavalli, nel centro della città di Lucera. Fondato e inaugurato nel 1905 come museo civico, custodisce reperti che vanno dalla Preistoria al Medioevo.

## La sede
Il museo ha sede nel Palazzo de Nicastri-Cavalli, un palazzo nobiliare settecentesco vincolato dal Ministero per i Beni Culturali e Ambientali con decreto del 23 agosto 1984, come "esempio notevole di dimora signorile settecentesca in Lucera". Nel percorso di visita è possibile ammirare anche le sale del palazzo.

## Storia
Fin dagli anni settanta dell‘800, nelle due sale a piano terra di palazzo Mozzagrugno, dov'era allocata la Biblioteca comunale, era possibile ammirare una piccola raccolta pubblica di antichità. Nel 1900, l'avvocato Girolamo Prignano, assessore anziano nell’amministrazione guidata da Francesco Paolo Curato, ottenne dal sindaco l’uso dei locali a pianterreno allo scopo di allestire un antiquarium cittadino. Il sindaco, non solo non oppose alcun rifiuto, ma incoraggiò il Prignano nel suo intento, promettendogli di sostenerlo anche economicamente. Varie famiglie possidenti lucerine furono invitate a donare al Comune le loro collezioni di antichità, e lo stesso Prignano diede l'esempio donando le sue, imitato dai Cavalli e dai De Troia.
In poco tempo il sogno divenne realtà, grazie anche ad alcuni amici e collaboratori del Prignano: Alfonso De Troia (che divenne il primo direttore del Museo), Raffaele Di Giovine e Gaetano Ottaviano. Il Museo Civico di Lucera fu finalmente inaugurato il 9 gennaio del 1905.
Nel 1925, Giuseppe Cavalli, sindaco della città, per onorare la volontà del fratello Eduardo, dispose per testamento di far dono di un’ala dell’antica dimora dei marchesi de Nicastri per insediarvi il Museo. Fu così che, tra il 1934 e il 1936, fu trasferito nell'attuale sede di palazzo de Nicastri-Cavalli, e dedicato all'archeologo di origini lucerine Giuseppe Fiorelli (1823-1896).
Il museo, chiuso in seguito al terremoto del 31 ottobre 2002, è stato sottoposto a un lungo intervento di ristrutturazione e messa in sicurezza degli ambienti, durato dieci anni, con il riallestimento completo delle sezioni museali rinnovando il percorso espositivo. Inaugurato nel 2009 con la sola sezione di "archeologia classica", è stato interamente riaperto al pubblico nel 2012, con l'ultimazione della sezione di "archeologia medievale".

## Percorso museale
Al Museo si accede dalla corte del palazzo de Nicastri-Cavalli ed è strutturato su due livelli: sulla sinistra c'è la biglietteria e di fronte lo scalone centrale che porta al primo piano. Il percorso museale si articola in una ventina di ambienti: una sala con reperti preistorici, protostorici e preromani; cinque sale con reperti d'età romana; tre sale con reperti paleocristiani; tre sale con reperti medievali; altri ambienti sette-ottocenteschi, alcuni con arredi d'epoca (salotto Cavalli, cucina, sala Figliola, cappella e due loggioni).
Entrando nella corte del palazzo e sui pianerottoli, ai lati dello scalone, sono collocati alcuni reperti d'età romana: cippi funerari, una colonna, un'ara con festoni e bucrani, alcune iscrizioni lapidee ed elementi architettonici.

### Età preistorica e età preromana
L'età preistorica è documentata, al piano terra, da armi in selce dell'età archeolitica e neolitica (asce, punte di lancia e di freccia, ecc.) in gran parte di provenienza garganica, facenti parte della raccolta del prof. Raffaele Centonza. A seguire frammenti di ceramica d'impasto con decorazione a meandro, trovati sul colle Albano, e asce in bronzo del periodo protostorico, attestano la presenza a Lucera di un insediamento nell'età del bronzo medio e recente (tracce risalenti al neolitico antico furono rilevate negli anni '60, con la scoperta di un fossato e di un focolare all'interno della fortezza).
Ricca la raccolta di ceramiche preromane, di vari stili e forme: brocche, anforette e fusaiole (V-III sec. a. C.); ceramica dipinta di stile geometrico o daunia con askoi, attingitoi, ecc. (IV-III sec. a. C.); ceramica apula a figure rosse (V-III sec. a. C.); ceramica di Egnatia (IV-III sec. a. C.); ceramica a vernice nera con kylikes, brocche, oinochoai, piatti, gutti, rithà (V-III sec. a. C.).
Nella stessa sala sono presenti le copie dei bronzetti del c.d. carrello di Lucera, rinvenuto in un vigneto alle falde del colle Albano nell'anno 1800. Il gruppo rappresentava alcune figure umane ed animali intente in una probabile scena rituale, fissate su un disco saldato su tre supporti con protomi a testa di stambecco, terminanti ciascuno con due ruote a quattro raggi, a comporre un manufatto simile ad un tripode/carrello databile all'VIII secolo a.C.. I bronzetti appartenevano probabilmente ad un corredo funerario (del quale facevano parte anche degli spiedi e delle fibule andati presto dispersi), e finirono nella collezione privata del lucerino Onofrio Bonghi, per poi essere acquisiti dall'Ashmolean Museum di Oxford.

### Età classica

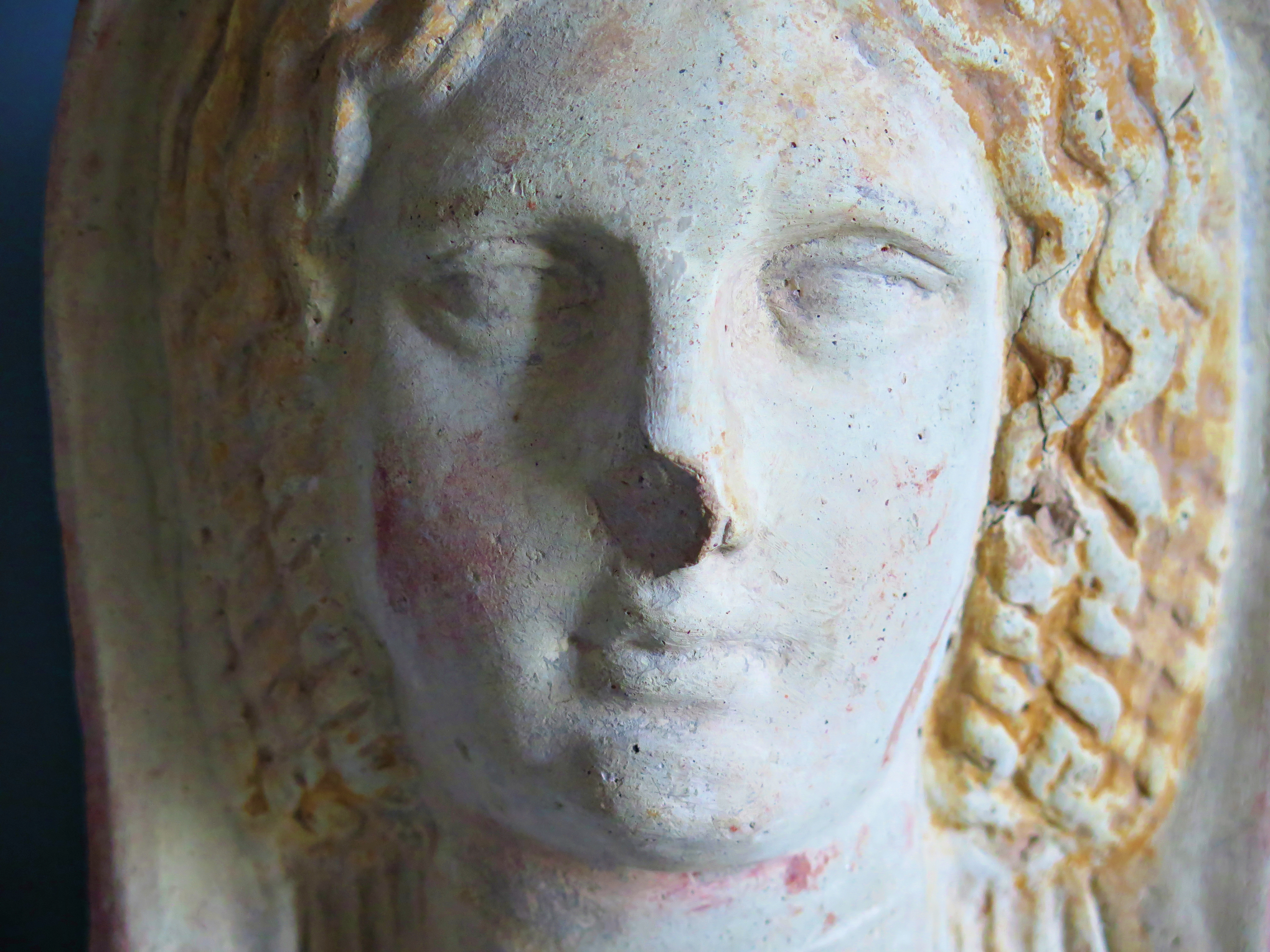
Testa votiva appartenente alla Stipe votiva del Salvatore (metà III sec. a.C.)

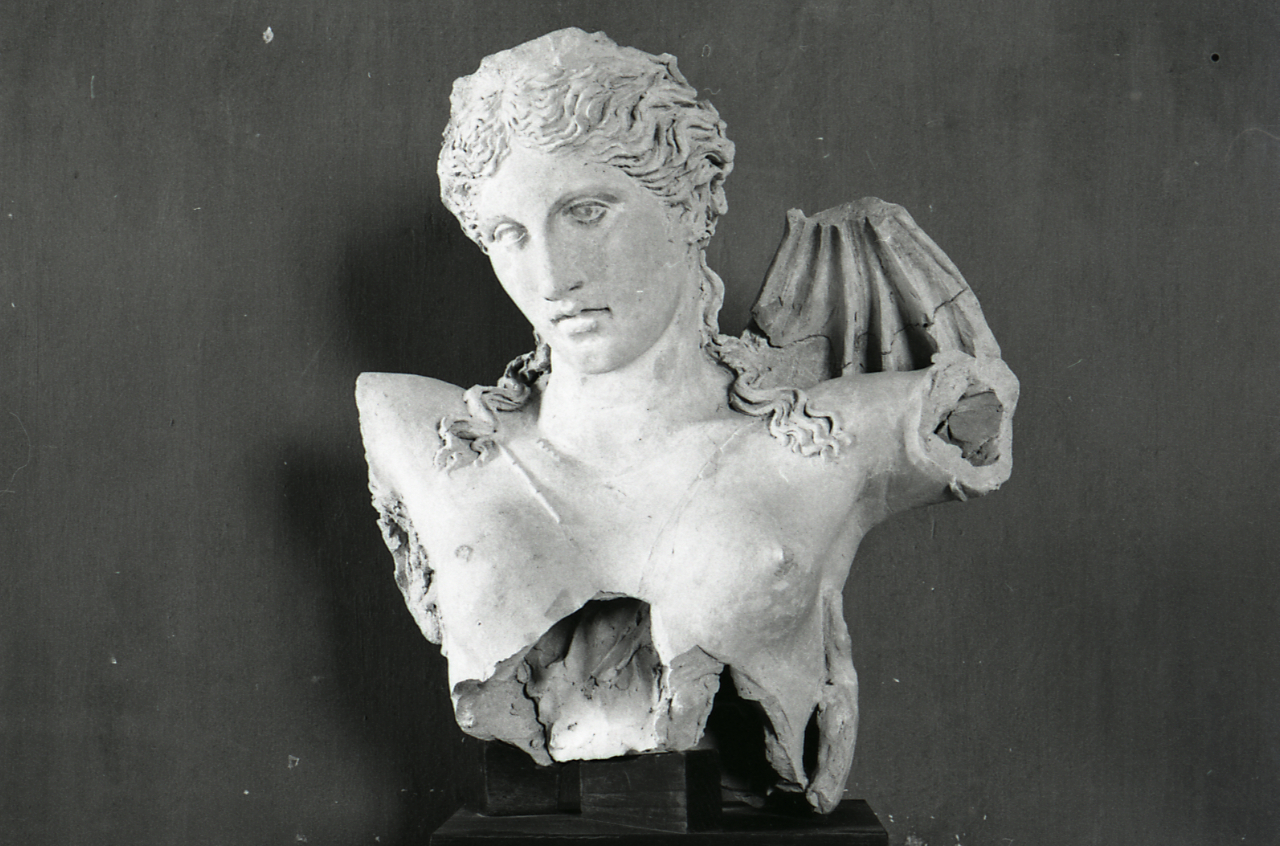
Busto di Proserpina, o Venere (metà II sec. a.C.)

La sezione di "archeologia classica" è allestita al primo piano.
Qui è esposta la famosa "stipe votiva del Salvatore", uno dei depositi votivi più interessanti dell’Italia meridionale per ricchezza e qualità dei materiali. Rinvenuta sul colle Belvedere, dove si presume fosse il tempio dedicato ad Atena Iliaca ricordato da Strabone, è databile tra la fine del IV e la metà del II sec. a. C.. La tipologia dei manufatti denota la presenza di un culto a carattere salutare, incentrato sulla richiesta di guarigione e sui riti di propiziazione della fecondità, sia umana che animale. Sporadici ritrovamenti c'erano stati già nel corso dell'800, e poi nel 1913 e nel 1928; ma solo con gli scavi diretti dal Soprintendente Renato Bartoccini, tra il 1934 e il 1935, fu riportata alla luce un'intera favissa con circa 1500 fittili votivi. Tra i manufatti in terracotta (realizzati con l'uso di stampi e del colore) si ammirano numerosi ex voto anatomici (mani, piedi, gambe, organi genitali maschili e femminili, mammelle, ecc.), riproduzioni di animali (equini e bovini), statue di infanti avvolti in fasce (alcuni con bulla), teste e statue di giovinetti e di fanciulle, maschere, statue virili in abito greco e romano, pesi da telaio, ecc. Non mancano le rappresentazioni di divinità, forse facenti parte della decorazione frontonale del tempio, come l'artistica testa di Minerva (fine IV-prima metà del III sec. a.C.), col capo coperto da elmo attico, lophos centrale e pennacchi ai lati, e lo splendido busto frammentario della c.d. Proserpina (metà II sec. a.C.), col diadema sul capo e il braccio sinistro sollevato a reggere il velo che, secondo l'archeologo Mario Torelli, potrebbe rappresentare invece una Venere in una scena di hierogamia con Marte.
Interessanti le terrecotte architettoniche: antefisse (V-IV sec. a. C.), gocciolatoi, acroteri, lastre con rilievi (III-II sec. a. C.).

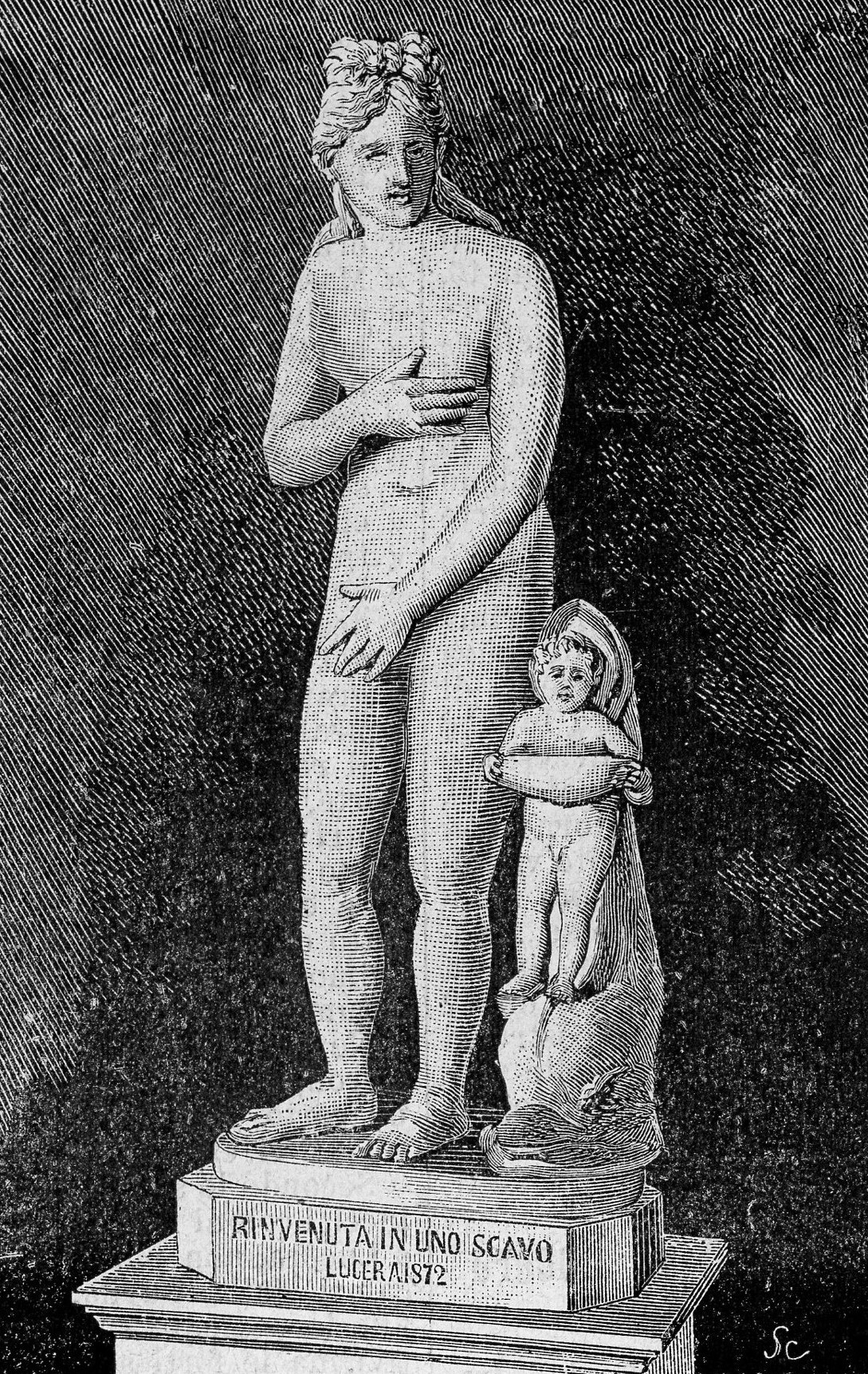
Statua di Venere (II sec. d.C.)

In altre sale sono esposti elementi architettonici, reperti scultorei ed epigrafici:
- la sezione epigrafica, studiata già dal Mommsen nel suo nucleo originario, è molto ricca e presenta lapidi celebrative (vedi l'architrave del tempio del Divo Apollo-Augusto, dedicato dai Catuli in età tiberiana) e funerarie dall'età repubblicana fino alla tarda età imperiale;

- la scultura romana in calcare e in marmo, in prevalenza a destinazione funeraria, presenta diversi esemplari tra ritratti e statue iconiche, databili tra la prima metà del I sec. a.C. e la seconda metà del I d.C.: quattro ritratti muliebri e tre virili, un frammento di una statua femminile drappeggiata, una acefala di un togato, una lastra calcarea con i ritratti di due coniugi e un'altra rappresentante una probabile scena pastorale (collocata nella prima sala al primo piano). Degna di nota una colonna su base e capitello in calcare, che riporta sui quattro lati delle scene mitiche (III sec. a.C.): a) Teti sul dorso di un Ippocampo, mentre reca la corazza di Achille; b) Scilla che divora i compagni di Ulisse; c) Polifemo e Galatea; d) Scena di congedo;

- la statuaria romana in marmo, soprattutto d'età imperiale, presenta anche diverse raffigurazioni di divinità: una Venere pudica (rinvenuta nel 1872 nei pressi di Porta San Severo), un busto colossale di imperatore dal volto interamente scalpellato (posto in cima allo scalone d'ingresso), una testa di Ercole Epitrapezio, una testa di Venere o Diana, un Eros dormiente, un "Genius Loci Lucerinus" con patera e cornucopia, due statue di Dioniso e Attis, alcune teste di satiri e di Pan[14].

Nel grande salone vi è la "sezione musiva", rappresentata dal famoso mosaico policromo a decorazioni geometriche e scene di ambiente marino (ippocampi, tori marini, tritoni, eroti, timoni, àncore e delfini), rinvenuto nel 1899 in piazza Nocelli (II sec. d.C.). Alle pareti della stessa sala vi sono quattro tappeti musivi a disegno geometrico, tre d'età imperiale e uno paleocristiano.

### Età paleocristiana
La sezione di "archeologia paleocristiana" è rappresentata da due lacerti musivi (uno dei quali è nella "sala dei mosaici") trovati nel 1911 in vico Granata. Recano entrambi delle iscrizioni votive alla chiesa lucerina (V-VI sec. d.C.) e facevano parte della pavimentazione di una basilica paleocristiana.
A questo periodo è datata anche una parte della collezione di lucerne (le altre sono d'età imperiale romana), e alcuni reperti provenienti dagli scavi del sito di San Giusto, a 10 km. a sud-est di Lucera: una colonna, una tomba a cappuccina, monete tardoantiche, due pesi monetari bizantini, ecc. Ivi, tra il 1995 e il 1999, fu rinvenuto un importante complesso paleocristiano, composto da una basilica doppia con nartece e battistero del V-VI sec. d.C., di cui la più antica (la basilica A), con splendidi mosaici policromi a motivi geometrici.

### Età medievale
Tre sale del primo piano sono dedicate alla sezione di "archeologia medievale".
Qui è possibile ammirare l'importante collezione delle ceramiche invetriate di manifattura saracena (XIII sec.), tra cui boccali, piatti, brocche con filtro, una ciotola con iscrizione dipinta in lingua araba; alcuni frammenti di ceramica cinese, bicchieri vitrei, pettini in osso, ecc. Una copia in gesso di un frammento d'iscrizione funeraria di un Qāʾid saraceno, Yaḥyā Al-Bašāš, morto nel 1348, è attualmente in deposito (una copia recente è in una delle nicchie sotto l'arco di porta Troia). In una teca è esposto, insieme a due daghe o "spade da stocco" (seconda metà XIII sec.), anche un raro elmo pentolare (terzo quarto del XIII sec. circa) ritrovato nel 1987 nello sterro di una delle torri della fortezza.
Testimonianze scultoree degne di nota sono i capitelli e le chiavi di volta provenienti dal palatium svevo (un modellino ligneo mostra al visitatore come si presentava in sezione); due leoni stilofori (uno firmato da Isidoro da Bologna); uno stipite di portale con rilievo leonino proveniente dalla cattedrale di Montecorvino; alcune sculture lapidee, tra cui una testa di moro e un'altra di giovinetto; statue di santi vescovi (tra cui S. Ludovico d'Angiò e S. Pardo), e una in legno, frammentaria, rappresentante una Madonna.

### Numismatica e altre sezioni

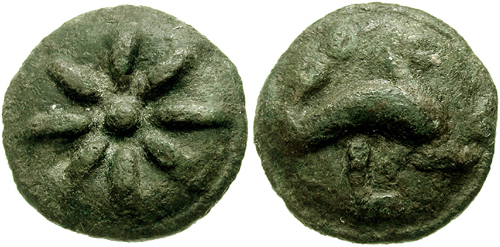
Teruncius Aes Grave (circa 220 a.C.)

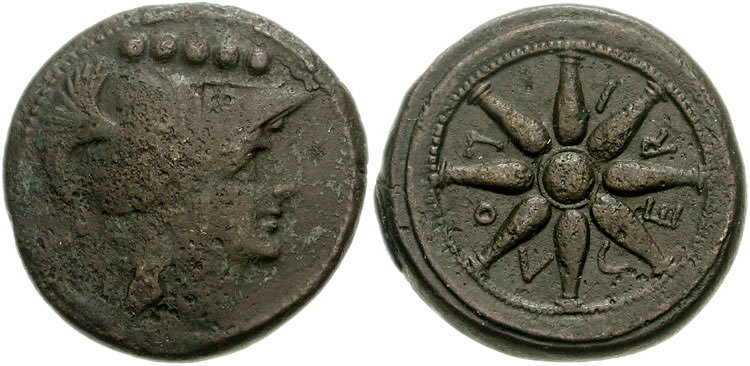
Quincunx (circa 217-212 a.C.)

La sezione numismatica, sebbene non conti le migliaia di pezzi delle origini, consiste in due medaglieri che raccolgono alcune centinaia di monete donate da privati (tra cui le collezioni Prignano e Cavalli):
- uno contiene le monete fuse e coniate dalla zecca di Luceria (IV-III sec. a.C.)[20][21], altre di zecche locali o greche;
- l'altro espone monete romane d'età imperiale, medievali (monete sveve, angioine e aragonesi) e d'età moderna.

Nel museo sono esposte, inoltre, due carte dell'agro lucerino disegnate dall'agrimensore Gaetano Carrara nell'800, varie anfore da farmacia e alcuni strumenti musicali e spartiti appartenenti alla Banda "Silvio Mancini" di Lucera.
Datati al sette-ottocento sono il salotto Cavalli, la cucina, la sala Figliola (sala da pranzo o studio) e l'artistico presepe napoletano (appartenuto al lucerino Rocco De Troia), allestito all'interno della cappella del palazzo.